# St. Anton an der Jeßnitz
St. Anton an der Jeßnitz, Sankt Anton an der Jeßnitz – gmina w Austrii, w kraju związkowym Dolna Austria, w powiecie Scheibbs. Według Austriackiego Urzędu Statystycznego liczyła 1220 mieszkańców (1 stycznia 2014).